# 拉蘭吉納區
拉蘭吉納區，是馬達加斯加的行政區，位於該國中部，由上馬齊亞特拉區負責管轄，首府設於馬哈欽祖尼，面積1,758平方公里，2013年人口169,568，人口密度每平方公里96人。